# Mahatma
Mahatma es un término sánscrito, compuesto de dos palabras: "Mahā" (महा) que significa grande, y "Ātma" (आत्मा) que puede traducirse como alma. Por lo tanto "Mahātma" (महात्मा) podría traducirse como "Gran Alma". El nombre Mahatma fue utilizado para referirse a Gandhi, pues era considerado un Alma Grande y noble. A través de este uso el término se hizo muy conocido en Occidente.
La palabra, (Mahātma) utilizada en un sentido técnico, se popularizó en la literatura teosófica a fines del siglo XIX, cuando madame Blavatsky, cofundadora de la Sociedad Teosófica, alegó que sus maestros fueron adeptos o Mahatmas del Tíbet.

## Blavatsky, Sinnett y sus mahatmas
En septiembre y octubre de 1880, Blavatsky visitó a AP Sinnett, un periodista británico, en Simla en el norte de India. El interés profundo de Sinnett en las enseñanzas teosóficas de Mme. Blavatsky y la labor de la Sociedad Teosófica, llevaron a Blavatsky a establecer un contacto por correspondencia entre Sinnett y los dos adeptos (o mahatmas) que patrocinaban la sociedad, Koot Hoomi y Morya.
A partir de esta correspondencia escribió Sinnett los libros «El Mundo Oculto» (1881) y «Budismo Esotérico» (1883), que tendrían una gran influencia en ciertos círculos teosóficos. Las respuestas y explicaciones dadas por los Mahatmas a las preguntas de Sinnett están incorporados en sus cartas de 1880 a 1885, publicadas en Londres en 1923 como «The Mahatma letters to A. P. Sinnet». Los originales de estas cartas se encuentran en la biblioteca del museo Británico. Al parecer, estos mahatmas también tuvieron correspondencia con diversas personas durante los primeros años de la Sociedad Teosófica. Muchas de estas cartas han sido publicadas en dos volúmenes titulados «Cartas de los Maestros de Sabiduría», Serie 1 y Serie 2. Ha habido una gran controversia sobre la existencia de estos adeptos. Los críticos de Blavatsky han dudado de su existencia.